# Flexopecten
Genre
Flexopecten est un genre de mollusques bivalves de la famille des Pectinidae, sous-famille des Pectininae, tribu des Pectini.
Ces coquillages nagent en refermant brusquement les valves de leur coquille.

## Taxinomie
Liste des espèces selon World Register of Marine Species (24 mars 2022)
- Flexopecten felipponei (Dall, 1922)
- Flexopecten flexuosus (Poli, 1795)
- Flexopecten glaber (Linnaeus, 1758)
  - Flexopecten glaber ponticus (Bucquoy, Dautzenberg & Dollfus, 1889)
- Flexopecten hyalinus (Poli, 1795)

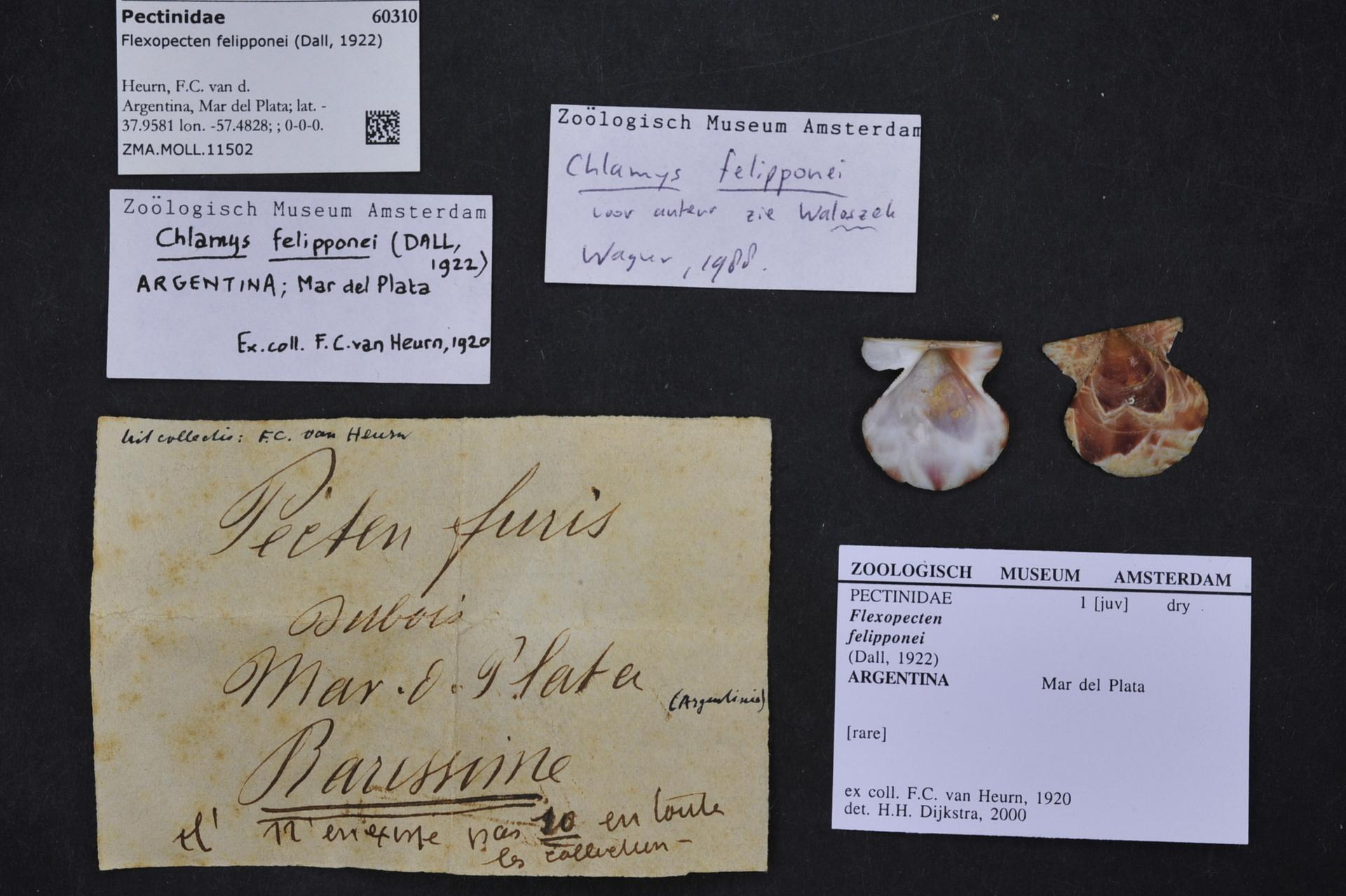
Flexopecten felipponei
Flexopecten flexuosus
Flexopecten glaber
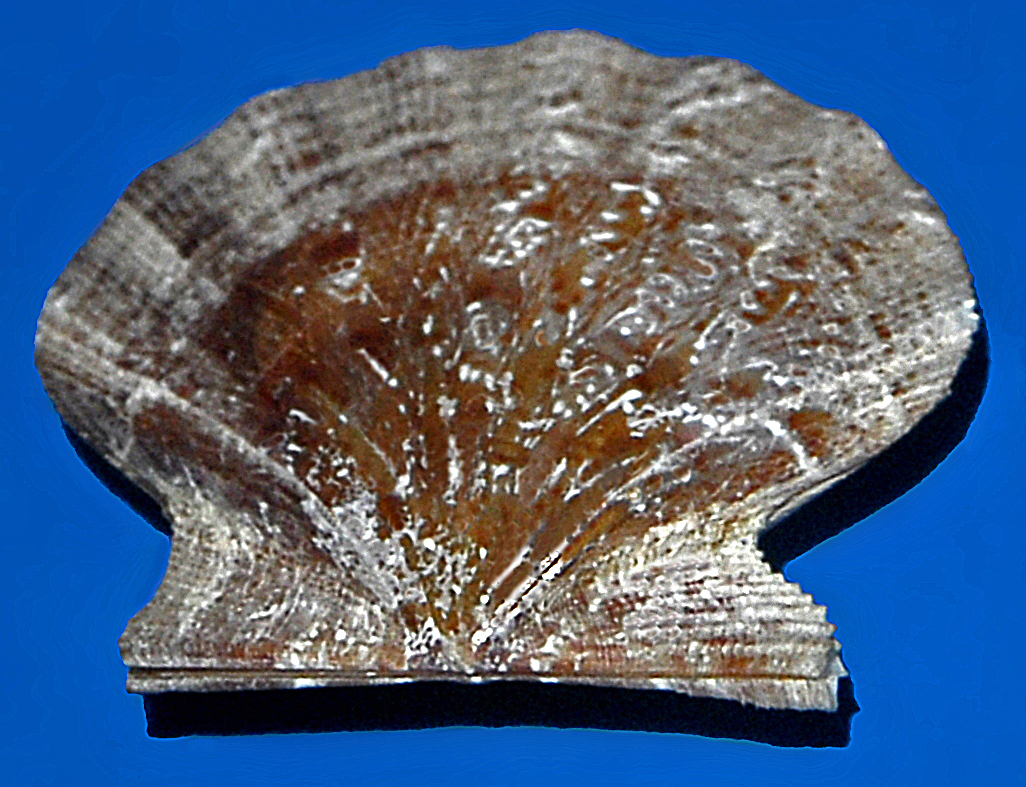
Flexopecten hyalinus

## Historique et dénomination
Le genre Flexopecten a été décrit par le naturaliste italien Federico Sacco (1864-1948) en 1897.

### Synonymie
- Glabropecten (Sacco, 1897)
- Lissopecten (Verrill, 1897)
- Proteopecten (Monterosato, 1899)